# All Through a Life
All Through a Life (рус. На протяжении всей жизни) — единственный мини-альбом американской эмо-группы Rites of Spring.

## Об альбоме
Пластинка была выпущена в 1987 году, после распада группы в 1986-м, сразу после сессий записи этого EP. В альбом вошло четыре песни, каждая продолжительностью не более трёх минут. Звучание песен заметно смягчилось в сторону инди-рока. Все песни с этой пластинки в 1991 году вошли в компиляцию End on End. Как и предыдущая пластинка группы, All Through a Life был спродюсирован Иэном Маккеем. После распада группы Ги Пиччотто и Брендан Кэнти перешли в Fugazi, в качестве поющего гитариста и барабанщика соответственно; в ноябре 1988 вышел дебютный EP новой группы.

## Список композиций
Все песни написаны группой Rites of Spring.
Первая сторона
1. «All Through a Life» — 2:27
2. «Hidden Wheel» — 2:31

Вторая сторона
1. «In Silence/Words Away» — 3:00
2. «Patience» — 1:58

## Участники записи
- Ги Пиччотто — вокал, гитара
- Эдди Дженни — гитара
- Майк Фэйлоус — бас-гитара
- Брендан Кэнти — барабаны